# Bob Goen
Robert Kuehl Goen, detto Bob (Long Beach, 1º dicembre 1954), è un conduttore televisivo statunitense, principalmente conosciuto per aver condotto Entertainment Tonight fra il 1993 ed il 2004. In quanto conduttore di Entertainment Tonight nel 1999 è comparso in due film cinematografici nel ruolo di se stesso; ha inoltre doppiato se stesso in un episodio di Due fantagenitori.
Fra le altre trasmissioni condotte da Goen si possono citare Perfect Match (1986), Home Shopping Game (1987), Blackout  (CBS, 1988), The Hollywood Game (CBS, 1992), Born Lucky (Lifetime Television, 1992) e That's the Question (GSN, 2006–2007). Il suo più grande successo è però La ruota della fortuna (sulla CBS, dal 1989 al 1991; e sulla NBC, dal 1991). Fra il 1994 ed il 1997, ha condotto le trasmissioni internazionali dei concorsi di bellezza Miss Universo, Miss USA e Miss Teen USA per la CBS.
Ha condotto GSN Radio, un game show radiofonico su internet, insieme a sua moglie Marianne Curan.